# 清化镇街道
清化镇街道是中华人民共和国河南省焦作市博爱县下辖的一个街道办事处。

## 行政区划
清化镇街道下辖以下村级行政区划单位：
八街社区、三街社区、五街社区、六街社区、七街社区、十街社区、西关社区、西关村、三街街民委员会村、五街街民委员会村、六街街民委员会村、七街街民委员会村、八街街民委员会村、十街街民委员会村、南关村、牛王庙村、牛顺庄村、高庄村、官庄村、小中里村、砖井村、罗庄村、北朱营村、南朱营村、太子庄村、前莎庄村、后莎庄村、葛庄村、高庙村和王庄村。